# Chartrier-Ferrière
Chartrier-Ferrière – miejscowość i gmina we Francji, w regionie Nowa Akwitania, w departamencie Corrèze.
Według danych na rok 1990 gminę zamieszkiwały 272 osoby, a gęstość zaludnienia wynosiła 18 osób/km² (wśród 747 gmin Limousin Chartrier-Ferrière plasuje się na 376. miejscu pod względem liczby ludności, natomiast pod względem powierzchni na miejscu 442.).

## Populacja

Populacja Chartrier-Ferrière w latach 1962–2008